# Eiichi Fujii
Eiichi Fujii (jap. 藤井 英一, Fujii Eiichi; * um 1945) ist ein japanischer Jazzmusiker (Piano, Arrangement) und Musikpädagoge.
Eiichi Fujii begann seine Karriere in der japanischen Jazzszene in den 1960er-Jahren; 1970 war er als Arrangeur für Nobuo Hara und dessen Bigband Sharps & Flats tätig (Double Exposure). 1977 entstand sein Album Blues for Powell, aufgenommen im Trio mit Kunimitsu Inaba (Bass) und Jun Shimizu (Schlagzeug). Darauf spielte er neben Eigenkompositionen (wie dem Titelstück) meist Jazzstandards aus dem Repertoire Bud Powells wie „All God’s Chillun Got Rhythm“, „Body and Soul“, „Cherokee“, „On a Slow Boat to China“, „Shawnuff“  und „Strike Up the Band“.
In Triobesetzung (mit Satoshi Kosugi und Fumio Watanabe) spielte er im August 1979 das Album Moritat (Eiichi Fujii Plays Sonny Rollins) (Denon) vor, mit Coverversionen der bekanntesten Titel des Saxophonisten wie „The Bridge“, „Doxy“, „Oleo“, „St. Thomas“, „Way Out West“ sowie Kurt Weills „Moritat von Mackie Messer“ aus der Dreigroschenoper von 1928.
Fujii war außerdem als Musikpädagoge für Jazzpiano tätig; zu seinen Schülern zählen die Pianistin Nao Suzuki und der Pianist Nobumasa Tanaka. Ferner veröffentlichte er Notenbücher wie The Cocktail Room – Piano Solos, Jazz Piano Solo, Soul Jazz und Swinging Jazz.